# Damon i Pytiasz (film)
 Damon i Pytiasz (org. Il Tiranno di Siracusa) – włosko-amerykański film przygodowy z 1962 roku. Film nawiązuje do starożytnej greckiej legendy o Damonie i Pytiaszu.

## Treść
Młody Ateńczyk Pytiasz (Don Burnett), zostaje skazany na śmierć przez Dionizjosa (Arnoldo Foa), władcę Syrakuz. Władca uznaje bowiem jego liberalne poglądy za zagrożenie dla swojej władzy. Pytiasz, przed wykonaniem wyroku, prosi władcę o możliwość powrotu do Aten, by pożegnać się z żoną. Jego przyjaciel Damon (Guy Williams), zgłasza się na zakładnika, żeby zagwarantować powrót Pytiasza.

## Obsada[1]
- Guy Williams: Damon
- Don Burnett: Pytiasz
- Ilaria Occhini: Nerissa
- Carlo Giustini: Cariso
- Liana Orfei: Adriana
- Arnoldo Foà: Dionizjos, władca Syrakuz
- Osvaldo Ruggeri: Demetrius
- Carlo Rizzo
- Enzo Fiermonte
- Enrico Glori: Nikos
- Marina Berti: Mereka
- Andrea Bosic: Arcanos
- Aldo Silvani: Patriarca
- Osvaldo Ruggieri: Demetrio
- Franco Fantasia: Rumius
- Maurizio Baldoni
- Luigi Bonos
- Gianni Bonagura Philemon
- Vittorio Bonos
- Carlo Giustini: Cariso
- Tiberio Murgia
- Lawrence Montaigne: Flautista
- Franco Fantasia
- Tiberio Mitri
- Franco Ressel